# Elżbieta Radziszewska
Elżbieta Radziszewska (Białocin, voivodat de Łódź, Polònia, 6 de gener de 1958) és una política polonesa del partit Plataforma Cívica.

## Trajectòria
Va estudiar Medicina a l'Acadèmia Mèdica de Łódź, actual Universitat Mèdica de Łódź. L'any 1982 es va convertir en assistent de l'Hospital Regional de Piotrków Trybunalski. Entre 1991 i 2001 va treballar com a metge en un consultori privat. A les eleccions parlamentàries de 1997, es va incorporar a la Unió de la Llibertat i va sortir escollida per primera vegada al Sejm. L'any 2001 es va traslladar a la recentment creada Plataforma Cívica. D'aquesta manera també es presentà, amb èxit, a les eleccions de 2001, de 2005 i de 2007. Des del 17 de març de 2008 va treballar com a secretària d'Estat a l'oficina del Primer Ministre. El 30 d'abril del mateix any es va convertir en comissària de govern d'Igualtat d'oportunitats, dualitat de càrrecs que mantingué fins al 21 de novembre de 2011. El 24 de setembre de 2014 va ser escollida Vice-Mariscal de la Sejm, succeint en el càrrec a Cezary Grabarczyk.
El 23 d'abril de 2009 s'informà que, en qualitat de ministra d'Igualtat, pretenia ampliar la llei de prohibició de propaganda feixista o totalitària per a incloure llibres, roba o altres objectes sobre Lenin o Che Guevara.
Elżbieta Radziszewska està casada.